# Bučinovići
Bučinovići su naselje u općini Srebrenica, Republika Srpska, BiH.

## Stanovništvo
Nacionalni sastav stanovništva 1991. godine, bio je sljedeći:
ukupno: 386
- Bošnjaci - 380
- Srbi - 4
- Jugoslaveni - 2